# Andrew Ramsay Don-Wauchope
Andrew Ramsay „Bunny” Don-Wauchope (ur. 29 kwietnia 1861 w Glasgow, zm. 16 stycznia 1948 w Paryżu) – szkocki rugbysta, reprezentant kraju, krykiecista, działacz i sędzia sportowy.
Uczęszczał do Fettes College, a następnie do Trinity College na Uniwersytecie Cambridge. Podczas studiów reprezentował uniwersytecki zespół rugby w corocznym Varsity Match przeciwko zespołowi z Oxford, a także w lekkoatletyce.
W latach 1881–1888 rozegrał trzynaście spotkań dla szkockiej reprezentacji rugby zdobywając sześć przyłożeń, które wówczas nie miały jednak wartości punktowej. Wraz z Alanem Rotherhamem uważany jest za jednego z reformatorów gry na pozycjach łączników młyna i ataku. Po zakończeniu aktywnej kariery sportowej w latach 1889–1893 sędziował trzy mecze w rozgrywkach Home Nations Championship, zaś w latach 1889–90 był także prezesem Scottish Rugby Union.
Uprawiał także krykiet, również na poziomie reprezentacyjnym.
Z zawodu był maklerem. Jego żoną była Emma Margaret Salmond, ich jedyne dziecko, John Andrew, zginął pod koniec maja 1940 roku pod Dunkierką.